# Roosh V
Daryush Valizadeh (*14 de junio de 1979), conocido también por sus sobrenombres como Roosh Valizadeh, Roosh V y Roosh Vorek, es un bloguero, artista del ligue y escritor estadounidense. En su blog personal y en otros sitios web administrados por él, Daryush publica artículos que pueden ser escritos tanto por él mismo como por otros Ha publicado más de una docena y guías de viaje y sexo, las cuales tratan de cómo ligar y tener sexo con mujeres en países concretos. Su consejo, sus vídeos y sus textos han sido sujeto de crítica, incluyendo acusaciones de promover la misoginia, la violación, y también el antisemitismo.
Muchos de sus publicaciones fueron borradas. El 30 de mayo de 2018, DreamHost borró el Kings Wiki. El 10 de septiembre de 2018, muchos de los libros de Valizadeh fueron sacados de la plataforma de autoedición de Amazon. Fue también sancionado por parte de YouTube, otra fuente de ingresos para él, por haber violado las reglas de la comunidad. El 1 de octubre de 2018, por razones económicas y la falta de éxito causados por la pérdida de apoyo por PayPal y Disqus, Valizadeh anunció que en su página Return of Kings ya no se publicarán artículos nuevos.
En marzo de 2019, Valizadeh se hizo cristiano ortodoxo y empezó a condenar el sexo entre personas no casadas como pecaminoso, además expresó vergüenza de los libros que había escrito en el pasado.

## Orígenes

### Vida
Nació el 14 de junio de 1979 en Washington D. C. Es hijo de un iraní y una armenia de Turquía.  Obtuvo un grado en microbiología. El primer tema de su blogs eran los intentos de establecer relaciones sexuales con mujeres, pero una vez revelada su identidad, empezó a bloguear y escribir como dedicación exclusiva. Su primera "obra" publicada fue Bang: The Pickup Bible That Helps You Get More Lays (2007), después seguía con guías de viaje eróticos de los países que había visitado.

### Opiniones personales

#### 2007 - 2018
Empezó su carrera a base de sabiduría PUA, a pesar de que en 2016 dejó de identificarse con este grupo.
Valizadeh da a su ideología el nombre de "Neomasculinidad", descrita como composición de hechos biológicos y creencias tradicionales sobre la masculinidad, y como rechazo de una supuesta decadencia occidental. Defiende los papeles heteronormativos de los dos géneros y cree que el feminismo ha hecho daño a las mujeres, los hombres y la sociedad en general. Además,  destaca y exagera las diferencias físicas y mentales. Dice que el mayor valor de las mujeres proviene de su fertilidad y belleza física. Valizadeh se describe como "pro-mujer" en el sentido de apoyar a las mujeres que tienen un estilo de vida de acuerdo con su genética.
En una entrevista de 2013, declaró que el feminismo ha dejado un legado de hombres débiles y andróginos. Piensa que las mujeres rechazan el sexo con éstos, prefiriendo "chicos malos".
Valizadeh fue denominado "activista por los derechos de los hombres" por fuentes como The Daily Beast, Salon y S. E. Smith. Valizadeh mismo no está de acuerdo.
Ha expresado su apoyo a Donald Trump. Afirmó que su elección resultaría en la "muerte de la corrección política.
En 2016, Valizadeh cambió de foco, de PUA hacia temas políticos. Su libro Free Speech Isn't Free trata casos en los que, según él, a los hombres heterosexuales se les deniega el derecho a libertad de expresión.

#### Presente
El 29 de marzo de 2019, Valizadeh anunció que se había unido a la Iglesia apostólica armenia, de orientación cristiana ortodoxa. En este contexto, Valizadeh estableció nuevas reglas en su foro que prohibían la conversación sobre el sexo extramarital ; también sacó muchos de sus libros por miedo a provocar actos de pecado.  Declaró que la "píldora roja" era una etapa transitoria en su vida antes de tomar conciencia de la píldora final que era Dios. A él le parece el destino final en el que la vida trata de averiguar Su ayuda y de realizar Su voluntad.

## Controversia

### Estados Unidos
En un informe del marzo de 2012 titulado "The Year in Hate and Extremism", el Poverty Law Center incluyó Valizadeh en una lista de sitios de la manosphere, descrita como odioso y misógino.
En 2014, la columnista del Washington Post Caitlin Dewey declaró que Valizadeh formaba parte de un grupo de escritores en línea considerados misóginos. Ella escribió que Valizadeh posee el sitio ReturnofKings.com, que prohíbe comentarios de mujeres y homosexuales. Se refirió a algunos artículos recientes edicho sitio con títulos como "5 Reasons to Date a Girl With an Eating Disorder", "Don't Work for a Female Boss" y "Biology Says People on Welfare Should Die".
En febrero de 2014, la revista The Daily Dot nombró Valizadeh "el misógino más infame del web".
En mayo de 2014, Valizadeh comentó los asesinatos de la Isla Vista. En este incidente, Elliot Rodger mató varias personas a tiros después de escribir un manifesto atribuyendo sus acciones a su frustración sobre el propio"inceldom". Valizadeh argumentó que era lógico que pasara y que la única manera de prevenir actos así es ofreciendo sexo a hombres como Rodger. También declara que habría ofrecido consejos sobre PUA a Rodger si éste lo hubiera consultado.
En febrero de 2015, recibió fuerte crítica por causa de un post suyo que trataba de cómo se podría prevenir la violación. Su solución propuesta era la legalización de la violación en lugares privados. Escribió que si la violación fuera legal, las chicas protegerían sus cuerpos de la misma manera que sus monederos y teléfonos y se esforzarían más en defenderse. S. E. Smith expresó en la revista en línea xoJane que es necesario hablar abiertamente no solo de cómo los MRAs (activistas por los derechos de los hombres) promueven la violación y otros tipos violencia contra las mujeres, sino también de cuántos podrían ser violadores ellos mismos.
Después de esta polémica dijo que el post era satírico, argumentando que el título ya lo indicaba. También dijo que incluso si se demostrara un efecto positivo tras la legalización de la violación, los feministas todavía se opondrían a cualquier método de solucionar el problema que no criminalice "comportamiento masculino normal" y que no borre toda responsabilidad que una mujer tiene".

### Países nórdicos
El periódico islandés DV publicó algunas historias sobre el libro Bang Iceland, llamándolo "derogatorio". La organización feminista islandesa Femínistafélag Íslands condenó el libro como "guía de violación." Otra publicación lo atribuyo difamación El escritor Egill Einarsson dijo el libro era "tan malo como posible".
En Dinamarca, Ekstra Bladet atacó al autor en cinco artículos sobre el libro Don't Bang Denmark, y en la televisión danesa salieron varias debates impulsados por el libro.

### Países bálticos
Sus libros Bang Estonia, Don't Bang Latvia y Bang Lithuania recibieron reacciones generalmente negativas por parte de los medios de comunicación de dichos países, que describían a Valizadeh como "turista de sexo". Durante una entrevista con Delfi, respondiendo una pregunta sobre si era un turista de sexo, respondió que se consideraba un "turista de amor".